# Eleuthera
Eleuthera (Eleutéria na sua forma aportuguesada) é uma das ilhas das Bahamas e também do grupo de ilhas muito próximas. Eleuthera faz parte do Great Bahama Bank. Localiza-se no nordeste do arquipélago e tem uma forma alongada e estreita, com 180 km de comprimento e apenas alguns quilómetros de largura. Tem cerca de 11000 habitantes.
A ilha principal fica a 80 km a leste de Nassau.